# North Dome (montagne)
Pour l’article homonyme, voir North Dome.
Le North Dome est un sommet de la Sierra Nevada, aux États-Unis. Il culmine à 2 299 mètres d'altitude dans le comté de Mariposa, en Californie. Il est protégé par la Yosemite Wilderness, dans le parc national de Yosemite.
Dans Un été dans la Sierra, paru en 1911, John Muir indique avoir gravi le North Dome le 20 juillet 1869, puis à nouveau le lendemain, cette fois après avoir pu observer un ours brun. Au sommet, tandis qu'il dessine, il reçoit la visite d'une mouche commune et d'une sauterelle, ce qui le ravit à nouveau.
Le sommet s'atteint via un sentier de randonnée dont une branche mène à Indian Rock.